# Groupe d'IC 4562
Le groupe d'IC 4562 comprend au moins sept galaxies situées dans la constellation du Bouvier. La distance moyenne entre ce groupe et la Voie lactée est d'environ 84,7 Mpc (∼276 millions d'al). 

## Membres
Le tableau ci-dessous liste les six galaxies qui sont indiquées dans l'article d'Abraham Mahtessian publié en 1998. 
La distance de Hubble de PGC 55563 est égale à 83,70 ± 5,86 Mpc (∼273 millions d'al). Cette galaxie forme donc une paire physique avec IC 4562 et selon la base de données NASA/IPAC. On doit donc logiquement l'ajouter au groupe d'IC 4562.
| Nom                  | Classification | Type           | α (J2000.0)   | δ (J2000.0) | Vitesse radiale (km/s) | Magnitude apparente | Distance (Mpc) | Diamètre (kal) |
| -------------------- | -------------- | -------------- | ------------- | ----------- | ---------------------- | ------------------- | -------------- | -------------- |
| NGC 5934             | S?             | Spirale        | 15h 28m 12.8s | 42° 55′ 48″ | 5563 ± 3               | 13,9                | 83,3 ± 5,8     | 159            |
| NGC 5945             | SB(rs)ab       | Spirale barrée | 15h 29m 45.0s | 42° 55′ 07″ | 5943 ± 2               | 12,8                | 82,3 ± 5,8     | 188            |
| IC 4562              | E?             | Elliptique     | 15h 35m 57.0s | 43° 29′ 36″ | 5660 ± 47              | 12,6                | 84,6 ± 6,0     | 115            |
| IC 4564              | S?             | Spirale        | 15h 36m 27.0s | 43° 31′ 08″ | 6038 ± 2               | 13,5                | 90,2 ± 6,3     | 164            |
| IC 4566              | Sab            | Spirale        | 15h 36m 42.1s | 43° 32′ 22″ | 5566 ± 2               | 13,3                | 83,2 ± 5,8     | 162            |
| IC 4567              | Scd?           | Spirale        | 15h 37m 13.3s | 43° 17′ 54″ | 5736 ± 3               | 12,8                | 85,7 ± 6,0     | 107            |
| IC 4562A (PGC 55563) | Scd?           | Spirale        | 15h 36m 02.8s | 43° 30′ 12″ | 5597 ± 2               | 14,4                | 83,7 ± 5,9     | 16             |

Le site DeepskyLog permet de trouver aisément les constellations des galaxies mentionnées dans ce tableau ou si elles ne s'y trouvent pas, l'outil du site constellation permet de le faire à l'aide des coordonnées de la galaxie. Sauf indication contraire, les données proviennent du site NASA/IPAC.